# Luceria opiliusalis
Luceria opiliusalis är en fjärilsart som beskrevs av Walker 1859. Luceria opiliusalis ingår i släktet Luceria och familjen nattflyn. Inga underarter finns listade i Catalogue of Life.